# Cristina Chapuli Egido
Cristina Chapuli Egido (Alacant, 18 de gener de 1975) és una exgimnasta rítmica valenciana que va ser campiona del món en modalitat de conjunts (Atenes 1991).

## Biografia esportiva
Es va iniciar en la gimnàstica rítmica en el Club Atlético Montemar d'Alacant, club del que han sorgit altres gimnastes espanyoles importants com Carolina Pascual, Marta Baldó o Estela Giménez Cid.
El 1989 és convocada per la selecció nacional per entrar en el conjunt júnior i participaria com a suplent en el Campionat d'Europa Júnior de Tenerife, obtenint la medalla de bronze al costat de la resta de l'equip, integrat també per Carmen Acedo, Noelia Fernández, Ruth Goñi, Montserrat Martín i Eider Mendizábal, a més de Diana Martín com a suplent.
En 1990, després de ser convocada per Emilia Boneva, va passar a formar part de la selecció de gimnàstica rítmica d'Espanya absoluta en la modalitat de conjunts, en la qual romandria fins a 1991. Durant aquest temps entrenaria unes 8 hores diàries en el Gimnàs Moscardó de Madrid a les ordres de la pròpia Emilia Boneva i d'Ana Roncero, que des de 1982 eren seleccionadora nacional i entrenadora de conjunts respectivament, i conviuria amb totes les integrants de l'equip en una casa en La Moraleja. Aquest any seria gimnasta suplent, participant en el Campionat d'Europa de Goteborg, en el qual aconsegueix la medalla de bronze tant en el concurs general com en 3 pilotes i 3 cordes, i la de plata en 12 maces. En la Final de la Copa del Món, disputada aquest any a Brussel·les, aconsegueix 3 medalles de bronze, una per cada final. Serien aconseguides al costat de Beatriz Barral, Lorea Elso, Bito Fuster, Montserrat Martín, Arancha Marty i Vanesa Muñiz, sent suplents a més Marta Obertures i Gemma Royo. Débora Alonso també formava part de l'equip, però no va ser convocada a les competicions fins a 1991.
El 1991, els dos exercicis del conjunt van ser el de 6 cintes i el de 3 pilotes i 3 cordes. El primer tenia com a música «Tango Jalousie», composta per Jacob Gade, mentre que el de pilotes i cordes, usava el tema «Campanas», de Víctor Bombi. El coreògraf de l'exercici de 6 cintes va ser Javier Castillo «Poty», llavors ballarí del Ballet Nacional, encara que els coreògrafs habituals de l'equip eren els búlgars Georgi Neykov i Jorge Christoff.
Tot l'any 1991 va ser gimnasta suplent del conjunt. El 12 d'octubre d'aquest any, el conjunt espanyol va aconseguir la medalla d'or en el concurs general del Campionat del Món de Gimnàstica Rítmica d'Atenes. Aquest triomf va ser qualificat pels mitjans com a històric, ja que va ser la primera vegada que Espanya es va proclamar campiona del món de gimnàstica rítmica. En la primera jornada del concurs general havien aconseguit una puntuació de 19,500 en l'exercici de 3 pilotes i 3 cordes, mentre que en la següent, amb el muntatge de 6 cintes, van obtenir una nota de 19,350 (9,90 en composició i 9,45 en execució). Amb una qualificació total de 38,850, l'equip espanyol va aconseguir finalment superar en el concurs general a la URSS per 50 mil·lèsimes, mentre que Corea del Nord va ser bronze. L'endemà, serien a més medalla de plata en les dues finals per aparells, la de 6 cintes, i la de 3 pilotes i 3 cordes, encara que com en la resta de la competició, Marta seria gimnasta suplent en tots dos exercicis. Aquestes medalles van ser aconseguides per Cristina al costat de Débora Alonso, Lorea Elso, Bito Fuster, Isabel Gómez, Montserrat Martín i Gemma Royo, a més de Marta Aberturas com l'altra suplent. Després d'aquesta consecució, a la fi de 1991 realitzarien una gira per Suïssa.
Es va retirar en 1991, després del Campionat del Món d'Atenes.

## Palmarès esportiu[calcitació]

### Selecció espanyola
| 1989 - Campionat d'Europa Júnior de Tenerife* 3r lloc en preliminars Bronze en final (6 cintes) 1990 - DTB-Pokal Karlsruhe Plata en concurs general - Gymnastic Masters de Stuttgart Bronze en concurs general - Girls Cup Deutscher Bronze en concurs general - Final de la Copa del Món a Brussel·les Bronze en concurs general Bronze en 12 maces Bronze en 3 pilotes i 3 cordes - Campionat d'Europa de Goteborg* Bronze en concurs general Plata en 12 maces Bronze en 3 pilotes i 3 cordes | 1990 (continuació) - Wacoal Cup Plata en concurs general 1991 - DTB-Pokal Karlsruhe Or en concurs general - Gymnastic Masters de Stuttgart Bronze en concurs general Bronze en 6 cintes Bronze en 3 pilotes i 3 cordes - Campionat del Món d'Atenes* Or en concurs general Plata en 6 cintes Plata en 3 pilotes i 3 cordes |

*Com a suplent de l'equip en tots dos exercicis

## Premis, reconeixements i distincions
- Medalla al Mèrit Gimnàstic, atorgada per la Real Federació Espanyola de Gimnàstica (1991)

## Galeria

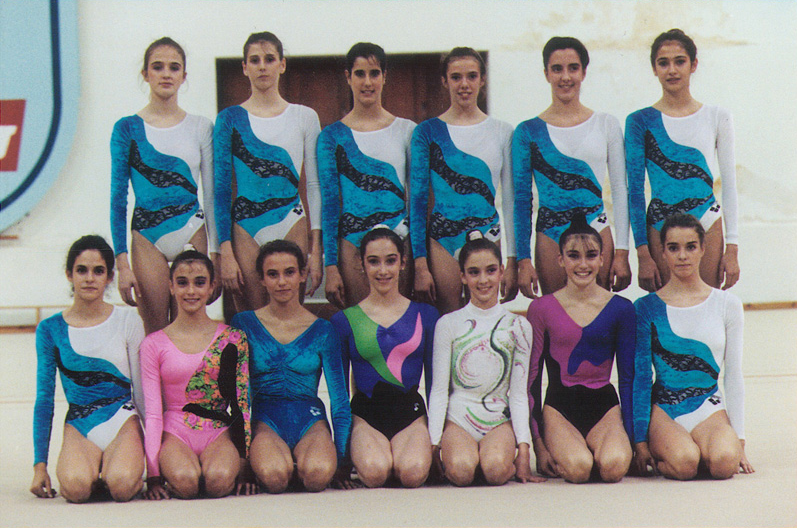
Chapuli (dempeus, tercera a l'esquerra) amb la selecció de gimnàstica rítmica en el Gimnàs Moscardó (1991).
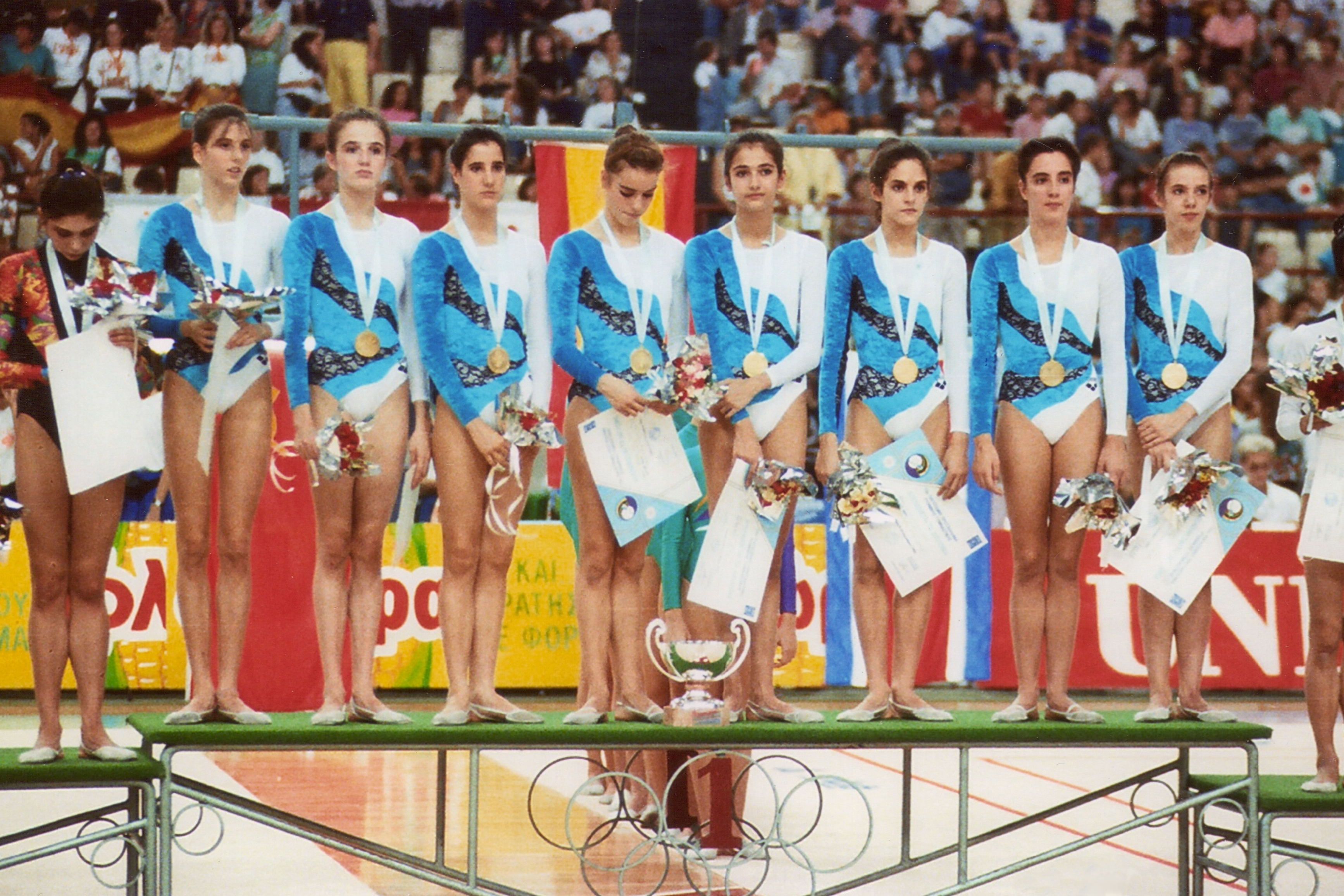
El conjunt espanyol amb l'or en el podi del concurs general del Mundial d'Atenes (1991).
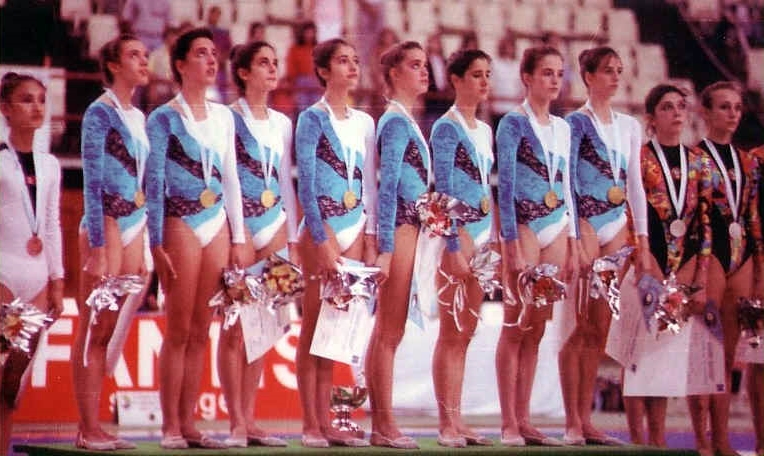
L'equip espanyol escoltant l'himne en el podi de la general a Atenes.